# Шевченково (Криворожский район)
Шевченково (укр. Шевченкове) — село,
Широковский сельский совет,
Криворожский район,
Днепропетровская область,
Украина.
Код КОАТУУ — 1221888207. Население по переписи 2001 года составляло 153 человека.

## Географическое положение
Село Шевченково находится на расстоянии в 1 км от села Надеждовка,
в 1,5 км от сёл Романовка и Вольный Посад.
По селу протекает пересыхающий ручей с запрудой.
Рядом проходит железная дорога, станция Пичугино в 2-х км.